# Fengyi (sockenhuvudort i Kina, Shaanxi, lat 34,25, long 108,41)
Fengyi (kinesiska: 丰仪, 丰仪乡) är en sockenhuvudort i Kina. Den ligger i provinsen Shaanxi, i den nordvästra delen av landet, omkring 45 kilometer väster om provinshuvudstaden Xi'an. Antalet invånare är 25 056. Befolkningen består av 12 277 kvinnor och 12 779 män. Barn under 15 år utgör 19,0 %, vuxna 15-64 år 70 %, och äldre över 65 år 10,0 %.
Runt Fengyi är det ganska tätbefolkat, med 214 invånare per kvadratkilometer. Närmaste större samhälle är Wugong, 18,8 km väster om Fengyi. Trakten runt Fengyi består till största delen av jordbruksmark.
Genomsnittlig årsnederbörd är 668 millimeter. Den regnigaste månaden är september, med i genomsnitt 143 mm nederbörd, och den torraste är december, med 1 mm nederbörd.